# برونو ژوردائو
برونو ژورادو (انگلیسی: Bruno Jordão؛ زادهٔ ۱۲ اکتبر ۱۹۹۸) بازیکن فوتبال اهل پرتغال است.
از باشگاه‌هایی که در آن بازی کرده است می‌توان به باشگاه فوتبال لاتزیو و باشگاه ورزشی براگا اشاره کرد.
وی همچنین در تیم‌های ملی فوتبال Portugal national under-18 football team, Portugal national under-19 football team، زیر ۲۰ سال پرتغال، و زیر ۲۱ سال پرتغال بازی کرده است.